# Нисаки
Нисаки (на гръцки: Νησάκι) (на гръцки: Ανδροβίτσα) е равнинно село в близост до езерото Етолико и на 4 км северозападно от малкото градче Етолико.
Важна забележителност за селото е параклисът на Света Петка, който се намира на хълм с изглед към лагуната и се счита за най-старият в целия този район. Представлява храм с кръстосан покрив и издигнат осмоъгълен купол. Построен е през 1698 г.